# Hucisko (polana)
Hucisko – polana w Pieninach Czorsztyńskich. Znajduje się w granicach Krościenka nad Dunajcem w województwie małopolskim, w powiecie nowotarskim, na północnym grzbiecie Czoła.
Hucisko znajduje się na wysokości około 508–528 m n.p.m. na zachodnim stoku lekko opadającym do Zagrońskiego Potoku. Jej nazwa pochodzi od tego, że w XVII wieku była tutaj niewielka huta szkła, wówczas należąca do wsi Tylka. Później była tu łąka. Polana znajduje się w obrębie Pienińskiego Parku Narodowego. Pienińskie łąki są cenne przyrodniczo; są siedliskiem wielu gatunków roślin, grzybów i zwierząt, w tym wielu rzadkich i ginących. Ich właścicielom nie opłaca się ich już kosić, wskutek czego zarastają chaszczami i lasem. Doprowadza to ginięcia roślin i zwierząt, dla których łąki są właściwym siedliskiem i do zmniejszenia bioróżnorodności. Dyrekcja parku stara się wykupywać te tereny.

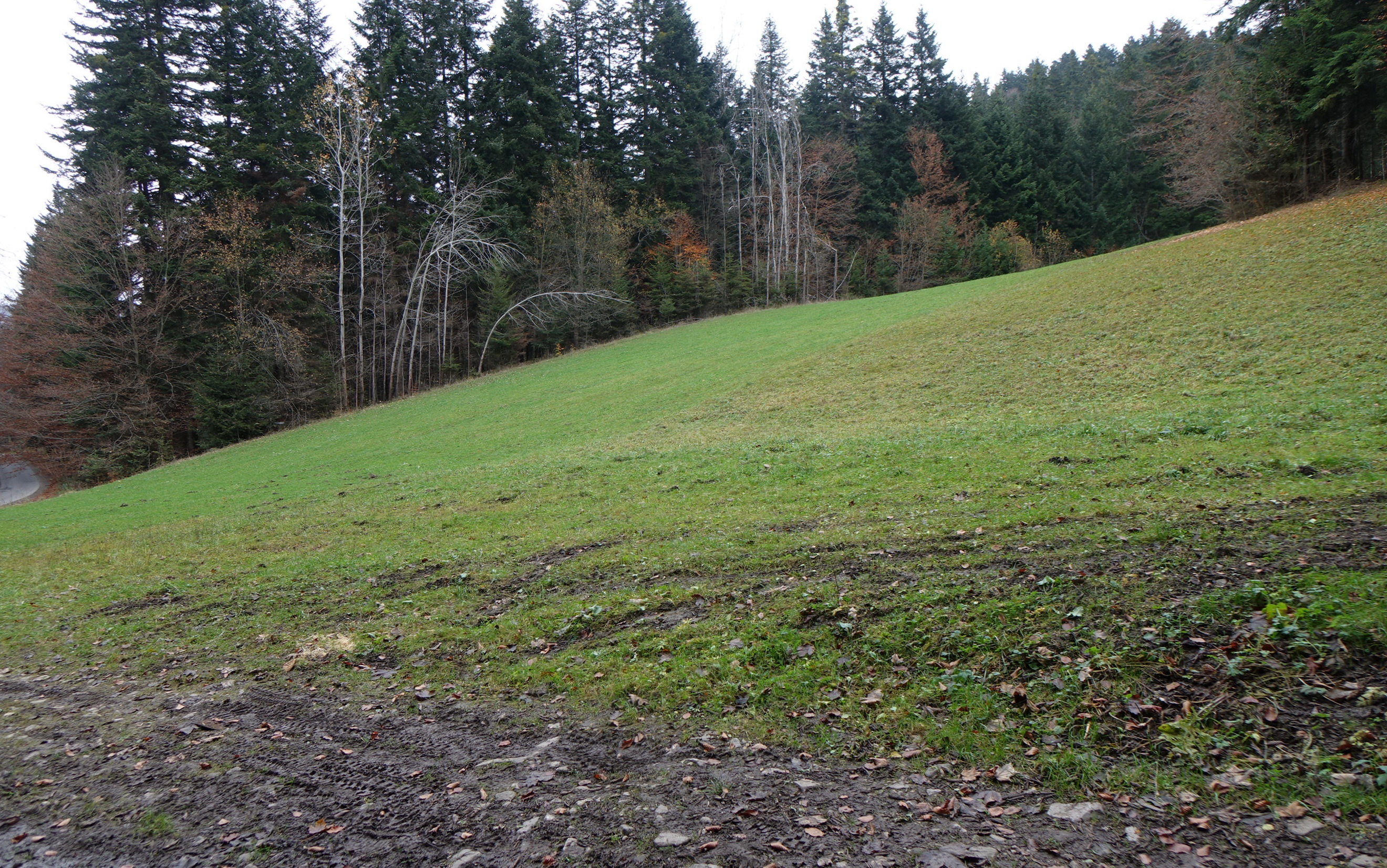
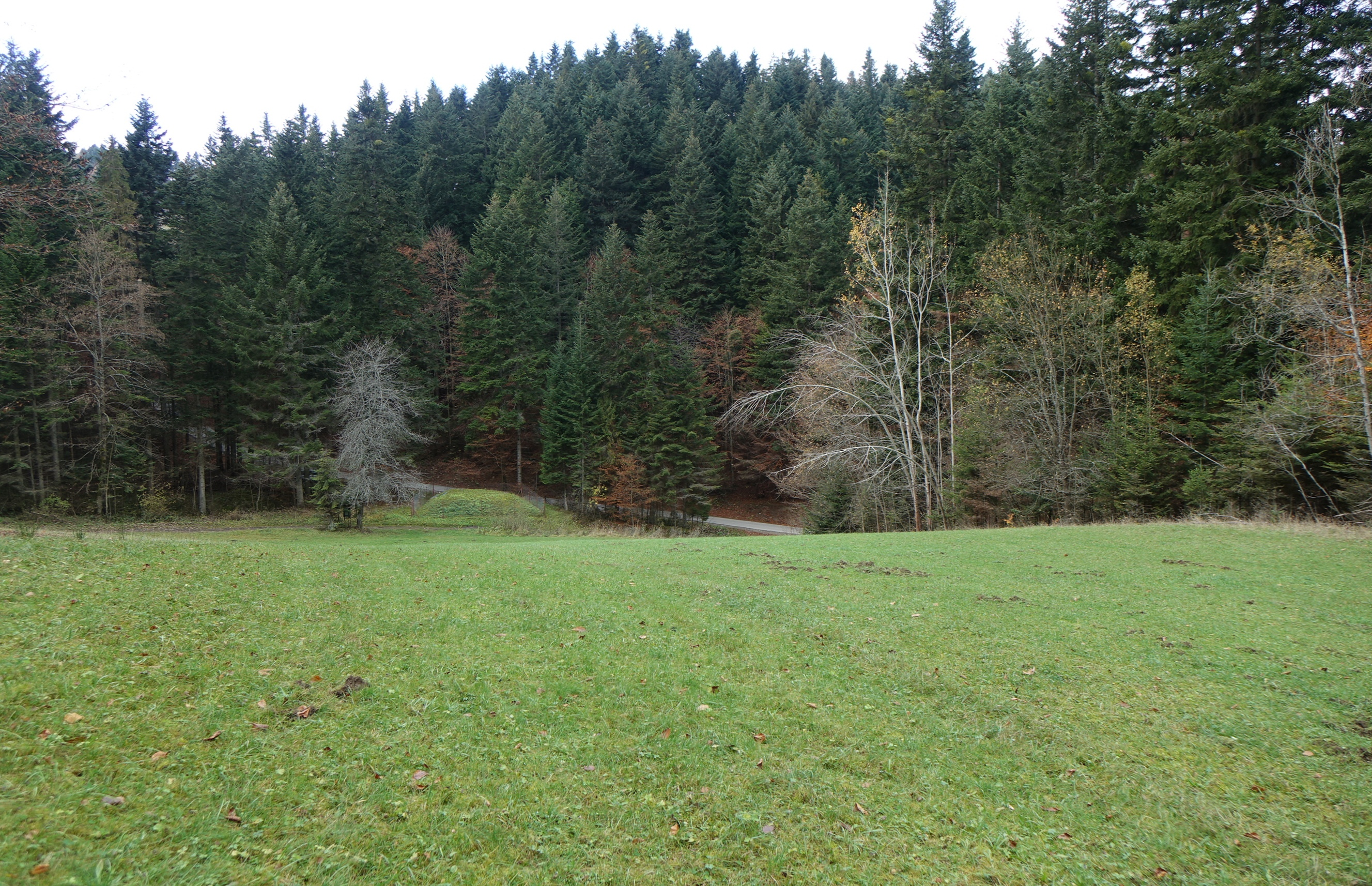

Obok polany biegnie wąska asfaltowa droga do zabudowań Tylki, na obrzeżu polany znajduje się stacja pośrednia ujęcia wody.